# Teufelsgrund (Königstein, Sächsische Schweiz)
Der Teufelsgrund ist eine kurze Schlucht auf dem Gebiet der Stadt Königstein, innerhalb des Elbsandsteingebirges bzw. der Sächsischen Schweiz. Sie ist gekennzeichnet durch teils hochaufragende Felsen und in kurzen Abschnitten auch das für einen Grund in der Sächsische Schweiz typische Kellerklima, wenn die topografisch bedingte geringe Sonneneinstrahlung hier auch nur auf kurzen Abschnitten eintritt.
Der Teufelsgrund  liegt westlich der Festung Königstein und nordöstlich, topografisch unterhalb des Betriebsgeländes der damaligen Wismut, das inzwischen zu einem Gewerbegebiet umgenutzt wurde. Der Teufelsgrundbach führt nur selten Wasser, schon Anfang Mai kann er weitgehend trockenfallen. Er fließt über  Eselsbach und Biela zur Elbe ab.

## Flora und Fauna
Der Teufelsgrund ist ein zwar kurzes, aber doch abschnittsweise typisches Beispiel der schluchtartigen Täler des Elbsandsteingebirges. Der Naturraum wird vom Wechselspiel von Talgrund und Felswänden beeinflusst. Das teils canyonartige Tal ist strahlungs- und windgeschützt. Da die Talsohle in einigen Abschnitten kaum oder nur kurz Sonneneinstrahlung erhält, herrscht hier ein feucht-schattig-kühles Klima (Sommer) bis mildes Klima (Winter) vor. Die Temperaturunterschiede zwischen Sommer und Winter sowie zwischen Tag und Nacht sind vergleichsweise gering. 
Im Gegensatz zum feucht-kühlen Talgrund mit Kellerklima stehen die oberen Felsränder des Tales, die v. a. in südexponierter Lage deutlich mehr Sonneneinstrahlung erhalten und als warm-trockene Lagen anzusprechen sind.
In der Vegetation dominieren Pflanzengesellschaften, die feucht-schattige Tallagen bevorzugen. Im Baumbestand der Talsohle finden sich v. a. Laubbäume wie Eschen, Berg-Ahorn, Spitzahorn, Winterlinde, Stieleiche und Bergulme. Die Steilhänge und Felspartien werden hingegen von Kiefern und Birken (besonnte Lagen) dominiert. 

## Touristische Bedeutung
Im Vergleich zum Teufelsgrund, der in den  häufig begangenen Uttewalder Grund mündet und von der Stadt Wehlen her gut erreichbar ist, aber auch zu vielen anderen Zielen in der Sächsischen Schweiz, wird der Teufelsgrund in Königstein nur selten erwähnt und entsprechend selten begangen.